# Anselmo (Nebraska)
Anselmo je selo u američkoj saveznoj državi Nebraska. Prema popisu stanovništva iz 2010. u njemu je živjelo 145 stanovnika.